# Oberverwaltungsgericht des Saarlandes

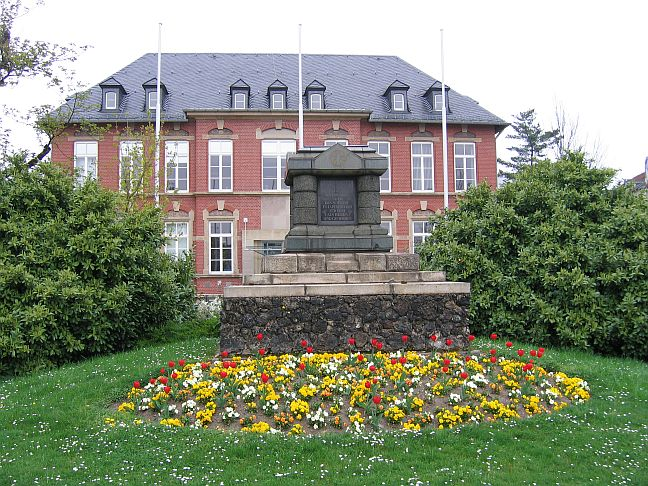
Oberverwaltungsgericht in Saarlouis

Das Oberverwaltungsgericht des Saarlandes ist das Oberverwaltungsgericht (OVG) des Bundeslandes Saarland und bildet die Spitze der Verwaltungsgerichtsbarkeit dieses Bundeslandes.

## Gerichtssitz und -bezirk
Das OVG hat seinen Sitz in Saarlouis. Gerichtsbezirk ist das gesamte Gebiet des Bundeslandes.

## Instanzenzug
Das OVG des Saarlandes ist dem Bundesverwaltungsgericht nachgeordnet. Nachgeordnetes Verwaltungsgericht des OVG ist das Verwaltungsgericht des Saarlandes, das seinen Sitz ebenfalls in Saarlouis im selben Gebäude hat.

## Leitung
- Ab 1958: Paul Luxemburger (* 28. Juni 1900)
- Hans Oehlenschläger
- Ab 19. Dezember 1966: Philipp Marzen
- Ab 6. April 1974: Ernst Kretschmer
- Ab 1. Juli 1986: Karl-Heinz Friese (* 10. Oktober 1937)
- –2008: Hans-Jürgen Rubly
- –2014: Claus Böhmer
- 2014–2023: Michael Bitz
- Seit 2023: Wolfgang Kiefer